# محوطه سنگی یا احمدآباد
محوطه سنگی یا احمدآباد مربوط به دوران پیش از تاریخ ایران باستان است و در سراوان، شرق شهر واقع شده و این اثر در تاریخ ۷ مهر ۱۳۸۱ با شمارهٔ ثبت ۶۰۹۹ به‌عنوان یکی از آثار ملی ایران به ثبت رسیده است.